# Bloor St. East
Bloor St. East – jedna z dzielnic kanadyjskiego miasta Toronto. 
Oprócz wysokich biurowców i hoteli, w dzielnicy znajdują się dwa kościoły z kamienia: Old i New St.Paul's Anglican Church, gdzie często odbywają się darmowe południowe koncerty muzyczne. Tradycyjnie w grudniu, podczas Annual Toronto Star Christmas Concert można słuchać i śpiewać tradycyjne kolędy, wraz z ponad 150 osobami połączonych chórów. Datki przeznaczane są dla potrzebujących dzieci.
Na Bloor St. na wschód od Yonge St., przed budynkiem Manufacturers Life znajduje się rzeźba nazwana Community. Kosztowała 880 tysięcy dolarów, ma 9 m długości. Składa się z 21 postaci naturalnej wielkości. 
Dalej na wschód znajduje się grecka dzielnica, wcześniej znajdują się wysokie wiadukty przerzucone nad ravines, czyli głębokimi polodowcowymi jarami. 
Znajduje się tam również Prince Edward Viaduct – wiadukt z 1915. Przy jego budowie pomyślano o drugim poziomie mostu, który wykorzystano dopiero po 50 latach, gdy powstała linia metra.